# Моллюскоядная древесница
Моллюскоядная древесница (лат. Leptopelis brevirostris) — вид бесхвостых земноводных семейства пискуньи. Встречается в южной Нигерии, Камеруне, Экваториальной Гвинее (включая остров Биоко) и Габоне. Предполагается, что она встречается в юго-западной части Центральноафриканской Республики и в Республике Конго, но подтвержденных записей из этих стран не было.

## Внешний вид и строение
Длина от кончика рыла до ануса у взрослых самцов составляет 38-45 мм, а у самок — 49-64 мм. Спинка гладкая, зелёная, бежевая или серая, однородная или с более темным пятном, достигающим верхнего века. Нижняя часть белая. Рыло очень короткое (отсюда и видовое название brevirostris). Барабанная перепонка ориентирована наклонно.

## Размножение
Брачный призыв самца — довольно тональный, короткий «ток», повторяющийся один или два раза (иногда даже три раза). Самцы кричат в местах, удаленных от воды (пруды или лужи). Это, вместе с крупными (диаметром 5 мм) и обладающими крупными желтками яйцами, позволяет предположить, что L. brevirostris имеет прямое развитие без стадии головастика. Это стало бы отличием от других представителей рода Leptopelis, имеющих водные личинки.

## Среда обитания и охрана
Естественная среда обитания этого вида — зрелый, сомкнутый полог низменного тропического леса. Судя по всему, это специализированный поедатель улиток. Самцы кричат с ветвей и лиан, обычно не выше трёх метров над землей, и их может быть много.
Распространенный вид, но на его среду обитания влияют развитие сельского хозяйства, лесозаготовки и рост человеческих поселений. Он встречается в ряде охраняемых территорий, включая национальный парк Коруп в Камеруне и национальный парк Монте-Ален в Экваториальной Гвинее.